# Folco Quilici
Folco Quilici, né à Ferrare le 9 avril 1930 et mort à Orvieto le 24 février 2018, est un écrivain, réalisateur et scénariste italien.
Il a réalisé 22 films entre 1952 et 2005.

## Biographie
Folco Quilici est né à Ferrare le 9 avril 1930. Fils du journaliste Nello Quilici et de l'artiste peintre Emma Buzzacchi, après avoir commencé une activité de  cameraman, il se spécialise dans le tournage sous-marin, devenant un pionnier de la couleur en photographie sous-marine quand il a commencé à tourner, en 1952, le film documentaire Sesto continente (Le Sixième Continent) sorti en 1954.
Écrivain et naturaliste, il est l'auteur de nombreux films documentaires consacrés à la relation entre l'homme et la mer, et au patrimoine culturel de l'Italie.
Son film Ultimo paradiso (1956) obtient l'Ours d'argent de la Berlinale 1957 dans la catégorie « documentaires ».
De 1966 à 1978, il réalise 14 documentaires sur l'Italie vue du ciel, L'Italia vista dal cielo, tournés à bord d'un hélicoptère. À partir de cette série sont publiés 16 ouvrages illustrés, avec des commentaires d'auteurs tels que Leonardo Sciascia, Giovanni Comisso, Cesare Brandi, Mario Praz, Italo Calvino, Guido Piovene, Michele Prisco, Ignazio Silone et Mario Soldati.
En 1971, l'un des documentaires de la série L'Italia vista dal cielo : « Toscana » lui vaut une nomination aux Oscars. Avec Oceano il remporte le David di Donatello 1972.
Folco Quilici est mort à Orvieto le 24 février 2018 à l'âge de 87 ans.

## Filmographie partielle
- 1954 : Le Sixième Continent (Sesto continente)
- 1955 : Tam-tam (Tam tam mayumbe) coréalisé avec Gian Gaspare Napolitano
- 1956 : Le Paradis des hommes (L'ultimo Paradiso)
- 1959 : La Traversée fantastique (Dagli Appennini alle Ande)
- 1961 : Tiko et le Requin (it) (Ti-Koyo e il suo pescecane)
- 1964 : Les esclaves existent toujours (it) (Le schiave esistono ancora)
- 1970 : Oceano
- 1974 : Il dio sotto la pelle
- 1976 : Fratello mare
- 1990 : Cacciatori di navi (it)

## Publications
- Oceano, Bari, De Donato, 1975.
- Natura chiama uomo, Minerva Italica, 1976.
- Indonesia, Milano, Fabbri, 1977.
- Il riflesso dell'Islam, Turin, Società Editrice Internazionale, 1983  (ISBN 88-05-03805-9).
- Il mio Mediterraneo, Milan, Mondadori, 1992  (ISBN 88-04-36172-7).
- Cielo verde, Milan, Mondadori, 1997  (ISBN 88-04-37128-5).
- Naufraghi, Milan, Mondadori, 1998  (ISBN 88-04-45066-5).
- Alta profondità, Milan, Mondadori, 1999  (ISBN 88-04-46491-7).
- L'Abisso di Hatutu, Milan, Mondadori, 2001  (ISBN 88-04-49652-5).
- Mare Rosso, Milan, Mondadori, 2002  (ISBN 88-04-50923-6).
- Le americhe, Milan, Mondadori, 2004  (ISBN 88-04-53011-1).
- Tobruk 1940. Dubbi e verità sulla fine di Italo Balbo, Mondadori, 2004  (ISBN 978-88-04-55846-0).
- La Fenice del Bajkal, roman, Milan, Mondadori, 2005  (ISBN 88-04-54869-X).
- I miei mari. Una vita di avventure, incontri, scoperte, Milan, Mondadori, 2007  (ISBN 978-88-04-57260-2).
- Libeccio, Milan, Mondadori, 2008  (ISBN 978-88-04-57800-0).
- Terre d'Avventura. Amazzonia, Sahara, Kalahari, Lapponia, Congo, Melanesia, Milan, Mondadori, 2009  (ISBN 978-88-04-59356-0).
- La dogana del vento, Milan, Mondadori, 2011  (ISBN 978-88-04-60868-4).
- Storie del mare, illustrations de Alessandro Sanna, Milan, Mondadori, 2011  (ISBN 978-88-04-61069-4).
- Amico oceano, illustrations de Alessandro Sanna, Milan, Mondadori, 2012  (ISBN 978-88-04-61871-3).
- Nonno Leone, illustrations de Sara Benecino, Milan, Mondadori, 2013  (ISBN 978-88-04-63424-9).
- Cani & cani di gioco e d'avventura, Milan, Mondadori, 2013  (ISBN 978-88-04-62510-0).
- L'isola dimenticata, Milan, Mondadori, 2016  (ISBN 978-88-04-63477-5).